# Загребский кинофестиваль
Загребский кинофестиваль — международный кинофестиваль, который проводится ежегодно в Загребе в Хорватии. Мероприятие было основано в 2003 году и сосредоточено на представлении и продвижении дебютных фильмов молодых режиссёров.

## Награды

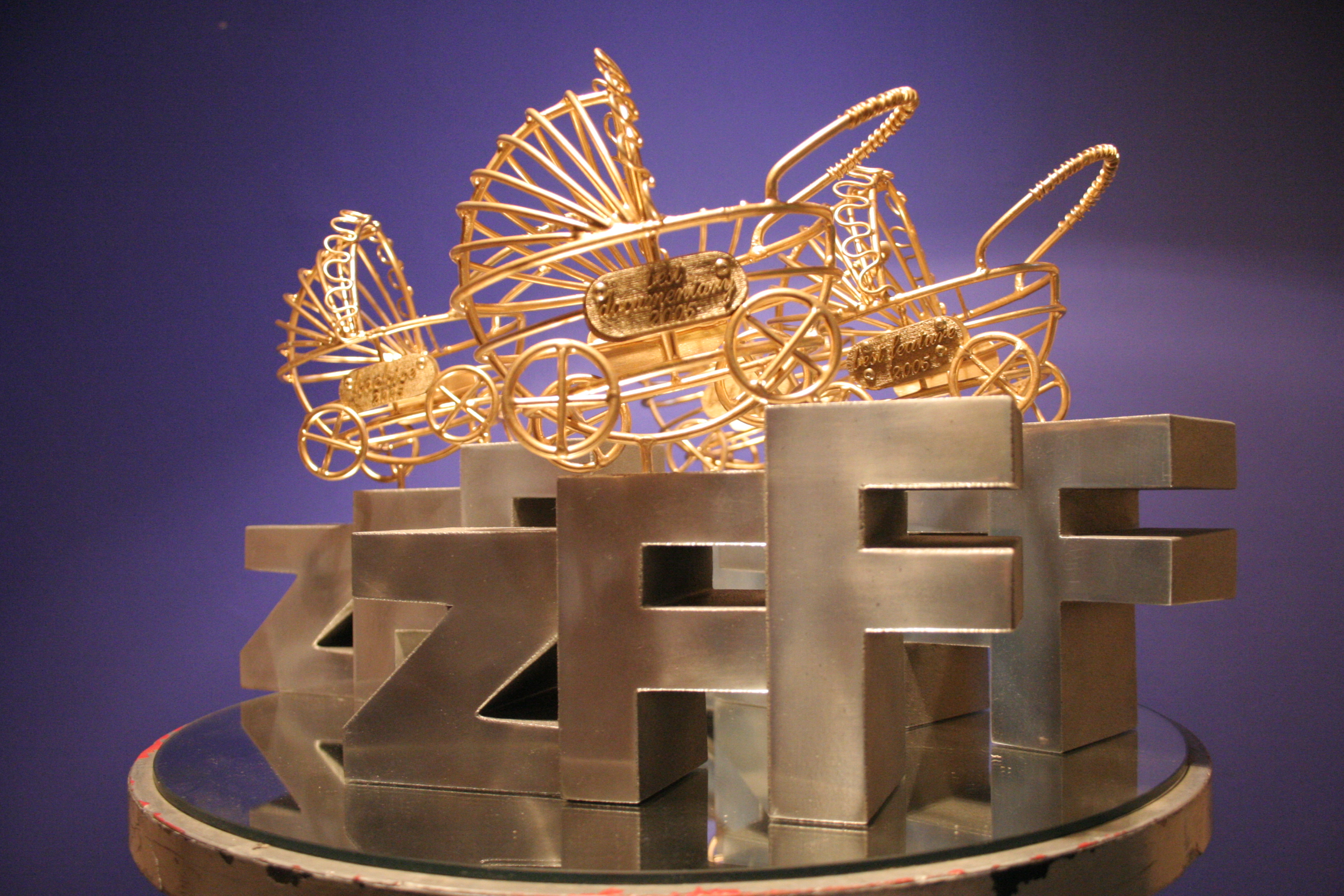
Приз «Золотая коляска»

- Награда «Золотая коляска» вручается в следующих категориях:
  - Самый лучший фильм
  - Лучший документальный фильм
  - Лучший короткометражный фильм
  - Лучший хорватский фильм

- Приз аудитории вручается лучшему фильму, за который проголосовали зрители

## Лауреаты

### Самый лучший фильм
| Год  | Фильм     | Оригинальное название | Режиссёр(ы) | Страна  |       |
| ---- | --------- | --------------------- | ----------- | ------- | ----- |
| 2015 | Сын Саула | Saul fia              | Ласло Немеш | Венгрия | [ 1 ] |